# Comuna Oblaznîțea, Jîdaciv
Oblaznîțea (în ucraineană Облазниця) este o comună în raionul Jîdaciv, regiunea Liov, Ucraina, formată din satele Dunaieț, Jîrivske, Kornelivka, Mahlîneț, Nove Selo, Oblaznîțea (reședința) și Volea-Oblaznîțka.

## Demografie
Componența lingvistică a comunei Oblaznîțea
     Ucraineană (99,41%)
     Alte limbi (0,52%)
Conform recensământului din 2001, majoritatea populației comunei Oblaznîțea era vorbitoare de ucraineană (99,41%), existând în minoritate și vorbitori de alte limbi.